# Học viện Tài chính (Việt Nam)
Học viện Tài chính (tiếng Anh: Academy of Finance, viết tắt AOF) được thành lập ngày 17 tháng 8 năm 2001 theo Quyết định số 120/2001/QĐ-TTg của Thủ tướng Chính phủ. Học viện trực thuộc Bộ Tài chính và chịu sự quản lý nhà nước của Bộ Giáo dục và Đào tạo, là một trong những trường đại học công lập thuộc khối kinh tế tại Việt Nam.  

## Quá trình hình thành
Tiền thân của trường là Trường cán bộ Tài chính - Kế toán Trung ương được thành lập Ngày 31 tháng 07 năm 1963 theo Quyết định 117/CP của Hội đồng Chính phủ. Địa điểm chính của trường đặt tại số 58 phố Lê Văn Hiến, phường Đức Thắng, quận Bắc Từ Liêm, thành phố Hà Nội. Ngoài ra, trường còn cơ sở mới tại 69 Đức Thắng, Bắc Từ Liêm, Hà Nội và tại 19C ngõ Hàng Cháo, phường Cát Linh, quận Đống Đa, Hà Nội. 
Sau khi thành lập, do yêu cầu của nền kinh tế cần phải có một đội ngũ cán bộ quản lý và kinh doanh tiền tệ có trình độ đại học thuộc hệ thống ngân hàng, nên đến năm 1964 trường đã đổi tên thành trường Cán bộ Tài chính kế toán Ngân hàng Trung ương.
Công cuộc xây dựng và phát triển kinh tế ngày càng được mở rộng trên phạm vi cả nước đòi hỏi đội ngũ cán bộ quản lý kinh tế phải được tăng cường cả về số lượng và chất lượng, ngày 27 tháng 10 năm 1976 Hội đồng Chính phủ đã ra Quyết định 226/CP đổi tên trường từ trường Cán bộ Tài chính Kế toán Ngân hàng Trung ương, thành trường Đại học Tài chính - Kế toán trực thuộc Bộ Tài chính.
Qua quá trình hoàn thiện và phát triển trường, đến năm 2001, để thực hiện chiến lược phát triển giáo dục 2001-2010 đề ra, sau khi kết thúc năm học 2000-2002, ngày 17/8/2001, Thủ tướng Chính phủ ra Quyết định số 120/2001/QĐ-TTg về việc thành lập Học viện Tài chính trên cơ sở sáp nhập 3 đơn vị là Trường Đại học Tài chính - Kế toán Hà Nội, Viện nghiên cứu Tài chính và Trung tâm Bồi dưỡng Cán bộ Tài chính. Và Học viện Tài chính đã trở thành tên của trường từ đó đến nay.
Hiện tại, Học viện hiện có 750 cán bộ, viên chức trong đó có 453 giảng viên, 54 nghiên cứu viên, 56 giáo sư và phó giáo sư, hơn 170 tiến sĩ, 221 thạc sĩ, 28 nhà giáo nhân dân và nhà giáo ưu tú, từng đào tạo hơn 20.000 sinh viên, học viên, nghiên cứu sinh.

## Lãnh đạo Học viện
NGƯT.PGS.TS. Nguyễn Đào Tùng, Bí thư Đảng ủy, Giám đốc Học viện 
TS. Nguyễn Văn Bình, Chủ tịch Hội đồng trường.  
NGƯT.PGS.TS. Trương Thị Thủy, Phó Bí thư Đảng ủy, Phó Giám đốc Học viện 
PGS.TS. Nguyễn Mạnh Thiều, Phó Giám đốc Học viện 

### Hiệu trưởng, Giám đốc Học viện qua các thời kỳ
1. Nhà Giáo Đỗ Trọng Kim, Hiệu trưởng trường giai đoạn 1963 - 1972
2. Nhà Giáo Nguyễn Quang Long, Hiệu trưởng trường giai đoạn 1973 - 1980
3. GS.TS. Võ Đình Hảo, Quyền Hiệu trưởng trường giai đoạn 1981 - 1982
4. GS.TSKH. Trương Mộc Lâm, Hiệu trưởng trường giai đoạn 1983 - 1986 và 1989 - 1990
5. TS. Mai Thiệu, Quyền Hiệu trưởng trường giai đoạn 1987 - 1988
6. GS.TS. Hồ Xuân Phương, Hiệu trưởng trường giai đoạn 1991 - 1998
7. NGND.GS.TS. Vũ Văn Hóa, Hiệu trưởng trường  giai đoạn 1999 - 2001, Giám đốc Học viện giai đoạn 2002 - 2005
8. NGND.GS.TS. Ngô Thế Chi, Giám đốc Học viện giai đoạn 2005 - 2014
9. NGND.GS.TS. Nguyễn Trọng Cơ, Giám đốc Học viện giai đoạn 2014 - 2024
10. NGƯT.PGS.TS Nguyễn Đào Tùng, Giám đốc Học viện giai đoạn 2024 - nay

## Khối các Khoa
- Khoa Kinh tế (Thành lập năm 2012)
- Khoa Tại chức (Tiền thân là khoa Giáo dục thường xuyên, thành lập 8/4/1968)
- Khoa Sau đại học (Thành lập 19/01/1987)
- Khoa Ngoại ngữ (Thành lập tháng 3/2007)
- Khoa Hệ thống thông tin kinh tế (Thành lập tháng 5/2003)
- Khoa Quản trị kinh doanh (Thành lập năm 2003)
- Khoa Thuế - Hải quan (Thành lập tháng 9/2003)
- Khoa Ngân hàng bảo hiểm (Thành lập năm 1964)
- Khoa Tài chính quốc tế (Thành lập năm 2002)
- Khoa Tài chính công (Thành lập năm 1965)
- Khoa Kế toán (Thành lập năm 1963)
- Khoa Lý luận chính trị (thành lập 9/2003 tiền thân là khoa Mác- Lê Nin và tư tưởng Hồ Chí Minh)
- Khoa Cơ bản (Tiền thân là Khoa Đại cương thành lập năm 1994)
- Khoa Tài chính doanh nghiệp (Thành lập năm 1963)

## Thành tích
- Huân chương Hồ Chí Minh (2013)
- Cờ thi đua Chính phủ (2012)
- Bằng khen Thủ tướng Chính phủ (2011)
- Cờ thi đua Chính phủ (2010)
- Huân chương ITSALA (CHDCND Lào) (2008)
- Huân chương Độc lập hạng Nhất (2008)
- Cờ thi đua Chính phủ (2006)
- Huân chương Độc lập hạng Nhì (2003)
- Huân chương Hữu nghị (CHDCND Lào) (2008)
- Huân chương Độc lập hạng Ba (1998)
- Huân chương Lao động hạng Nhất (1993)
- Huân chương Lao động hạng Nhì (1988)
- Huân chương Lao động hạng Ba (1983)

## Cựu sinh viên ưu tú
Danh sách một số cựu sinh viên nổi bật:
- Vương Đình Huệ: nguyên Ủy viên Bộ Chính trị, nguyên Chủ tịch Quốc hội, nguyên Tổng Kiểm toán Nhà nước, nguyên Bộ trưởng Bộ Tài chính Việt Nam, nguyên Trưởng Ban Kinh tế Trung ương Đảng Cộng sản Việt Nam, nguyên Phó Thủ tướng Chính phủ Việt Nam, nguyên Bí thư Thành ủy Hà Nội
- Nguyễn Sinh Hùng: nguyên Ủy viên Bộ Chính trị, nguyên Chủ tịch Quốc hội, nguyên Phó Thủ tướng thường trực Chính phủ, nguyên Bộ trưởng Bộ Tài chính
- Đinh Tiến Dũng: nguyên Ủy viên Bộ Chính trị, nguyên Bí thư Thành ủy Hà Nội, nguyên Bộ trưởng Bộ Tài chính, nguyên Tổng Kiểm toán Nhà nước, nguyên Thứ trưởng Bộ Xây dựng, nguyên Thứ trưởng Bộ Xây dựng, nguyên Chủ tịch Ủy Ban nhân dân tỉnh Điện Biên
- Đinh La Thăng: nguyên Ủy viên Bộ Chính trị, nguyên Bí thư Thành ủy Thành phố Hồ Chí Minh, nguyên Bộ trưởng Bộ Giao thông Vận tải, nguyên Phó trưởng Ban Kinh tế TW, nguyên Bí thư Đảng ủy, Chủ tịch Hội đồng Thành viên Tập đoàn Dầu khí Quốc gia Việt Nam.
- Vũ Văn Ninh: nguyên Ủy viên TW Đảng, nguyên Bộ trưởng Bộ Tài chính, nguyên Phó Thủ tướng Chính phủ
- Nguyễn Đức Hải: Ủy viên TW Đảng, Phó Chủ tịch Quốc hội, nguyên Bí thư Tỉnh ủy Quảng Nam, nguyên Phó Chủ Nhiệm Ủy ban Kiểm tra Trung ương, nguyên Chủ nhiệm Ủy ban Tài chính - Ngân sách của Quốc hội
- Phùng Quốc Hiển: nguyên Ủy viên TW Đảng, nguyên Phó Chủ tịch Quốc hội, nguyên Chủ nhiệm Ủy ban Tài chính - Ngân sách của Quốc hội, nguyên Bí thư Tỉnh ủy Yên Bái
- Hồ Đức Phớc: Ủy viên TW Đảng, Phó Thủ tướng Chính phủ, nguyên Bộ trưởng Bộ Tài chính, nguyên Tổng kiểm toán Nhà nước, nguyên Bí thư Tỉnh ủy Nghệ An
- Nguyễn Hồng Diên: Ủy viên TW Đảng, Bộ trưởng Bộ Công thương, nguyên Bí thư Tỉnh ủy Thái Bình, nguyên Phó Trưởng Ban Tuyên giáo Trung ương
- Nguyễn Văn Thắng: Ủy viên TW Đảng, Bộ trưởng Bộ Tài chính, nguyên Bộ trưởng Bộ Giao thông vận tải, nguyên Chủ tịch HĐQT Ngân hàng TMCP Công thương (VietinBank), nguyên Phó Bí thư Tỉnh ủy, Chủ tịch Ủy ban nhân dân tỉnh Quảng Ninh, nguyên Bí thư Tỉnh ủy Điện Biên
- Trần Sỹ Thanh: Uỷ viên TW Đảng, Phó Bí thư Thành ủy, Chủ tịch Ủy ban nhân dân Thành phố Hà Nội, nguyên Bí thư Tỉnh ủy Bắc Giang, nguyên Bí thư Tỉnh ủy Lạng Sơn, nguyên Phó Chủ Nhiệm Ủy ban Kiểm tra Trung ương, nguyên Chủ tịch HĐTV Tập đoàn Dầu khí quốc gia Việt Nam, nguyên Phó Trưởng Ban Kinh tế Trung ương, nguyên Phó Chủ Nhiệm Văn phòng Quốc hội, nguyên Tổng Kiểm toán Nhà nước
- Nguyễn Đình Khang, Ủy viên TW Đảng, Chủ tịch Tổng Liên đoàn Lao động, nguyên Phó Bí thư Tỉnh ủy Hà Giang, Bí thư Tỉnh ủy Hà Nam
- Ngô Văn Tuấn: Uỷ viên TW Đảng, Tổng Kiểm toán Nhà nước, nguyên Phó Trưởng Ban Kinh tế Trung ương, nguyên Bí thư Tỉnh ủy Hòa Bình
- Dương Văn Thái: nguyên Ủy viên TW Đảng, nguyên Bí thư Tỉnh ủy, nguyên Chủ tịch Hội đồng Nhân dân tỉnh Bắc Giang
- Lê Trường Lưu: Ủy viên TW Đảng, Bí thư Tỉnh ủy, Chủ tịch Hội đồng Nhân dân tỉnh Thừa Thiên Huế
- Trần Tiến Hưng: Ủy viên TW Đảng, Phó Chủ nhiệm Ủy ban Kiểm tra Trung ương, nguyên Chủ tịch Ủy ban nhân dân tỉnh Hà Tĩnh
- Trần Đức Thắng: Ủy viên TW Đảng, Bí thư Tỉnh ủy Hải Dương, nguyên Phó Chủ nhiệm Ủy ban Kiểm tra Trung ương
- Bùi Minh Châu: Ủy viên TW Đảng, Bí thư Tỉnh ủy Phú Thọ, Chủ tịch Hội đồng Nhân dân tỉnh Phú Thọ
- Nguyễn Hữu Nghĩa: Ủy viên TW Đảng, Phó Trưởng Ban Kinh tế Trung ương Đảng Cộng sản Việt Nam
- Phạm Văn Thọ: nguyên Ủy viên TW Đảng, nguyên Phó Trưởng Ban Tổ chức Trung ương Đảng Cộng sản Việt Nam
- Nguyễn Hữu Vạn: nguyên Chủ tịch ủy ban nhân dân, nguyên Bí thư Tỉnh ủy Lào Cai, nguyên Tổng Kiểm toán Nhà nước Việt Nam
- Nguyễn Quang Dũng: Chủ tịch HĐQL Ngân hàng Phát triển Việt Nam
- Trần Bắc Hà: nguyên Chủ tịch HĐQT Ngân hàng Đầu tư và phát triển Việt Nam (BIDV).
- Phạm Huy Hùng: nguyên Chủ tịch HĐQT Ngân hàng Công thương Việt Nam (VietinBank)
- Bùi Văn Tỉnh: nguyên Ủy viên TW Đảng, nguyên Bí thư Tỉnh ủy Hòa Bình, nguyên Chủ tịch Ủy ban nhân dân tỉnh Hòa Bình.
- Phan Việt Cường: nguyên Ủy viên TW Đảng, nguyên Bí thư Tỉnh ủy Quảng Nam, nguyên Chủ tịch Hội đồng nhân dân tỉnh Quảng Nam
- Lê Phước Thanh: nguyên Bí thư Tỉnh ủy Quảng Nam, nguyên Chủ tịch Ủy ban nhân dân tỉnh Quảng Nam.
- Lê Thị Băng Tâm: nguyên Thứ trưởng Bộ Tài chính, nguyên Chủ tịch HĐTV SCIC, nguyên Chủ tịch HĐQT Vinamilk, nguyên Chủ tịch HĐQT Ngân hàng TMCP Phát triển Thành Phố Hồ Chí Minh (HDBank)
- Hà Minh Hải: Thành uỷ viên, Uỷ viên Ban Cán sự Đảng, Phó chủ tịch phụ trách khối ngân sách, kinh tế Uỷ ban nhân dân TP Hà Nội, nguyên Cục trưởng Cục Thuế Hà Nội, nguyên Giám đốc Sở Tài chính Hà Nội, nguyên Bí thư Quận uỷ Đống Đa
- Lê Hoàng Tùng: Phó Tổng giám đốc Ngân hàng TMCP Ngoại thương Việt Nam (Vietcombank)
- Nguyễn Thị Lan Anh: Thành viên HĐQT Tập đoàn Vingroup, Giám đốc Tài chính VinFast
- Thái Thị Thanh Hải: nguyên Thành viên HĐQT Tập đoàn Vingroup, nguyên Chủ tịch HĐQT CTCP Vincom Retail
- Đinh Quang Hinh: Kinh tế trưởng Công ty CP Chứng khoán VNDIRECT.

## Các tạp chí, tập san và ấn phẩm do Học viện Tài chính xuất bản
- Tạp chí Nghiên cứu Tài chính kế toán - 12 số/năm
- Nội san Sinh viên nghiên cứu khoa học - 12 số/năm
- Thông tin tài chính - 2 số/tháng
- Thông tin phục vụ lãnh đạo - 2 số/tháng
- Sách chuyên đề - 5 số/năm
- Bản tin thị trường hàng ngày - hàng ngày
- Bản tin thị trường - một số/tuần
- Bản tin thị trường chủ nhật - một số/tuần
- Bản tin Thời để nhớ - một số/tháng

## Các hoạt động Sinh viên tiêu biểu
- Cuộc thi Olympic Kinh tế học, Hội trại chuyên ngành, AOF Truyền thống và Tương lai, Gameshow "Con số và nốt nhạc", cuộc thi Melody for You, Tìm kiếm Tài năng sinh viên (Đoàn Thanh niên)
- Chương trình Đại nhạc hội Chào Tân Sinh viên Railway, Hội ngộ Tháng giêng, Đại hội thể thao Big Games; Micro Vàng, Golden Mask, Mùa hè Tình nguyện, Tiếp sức Mùa thi (Hội sinh viên)
- Ngày hội Nghề nghiệp "Internship Day", Hành trang nghề nghiệp "Career Talk", Gala chào tân sinh viên "Hi! New Students", Festival Kế toán: Bạn là Kế toán trưởng tương lai, FoA Xfactor 2014, FoA Got Talent 2014 (Khoa Kế toán)
- Festival: Giám đốc Tài chính Tương lai, Hot Star, Lễ Trao bằng Tốt nghiệp (Khoa Tài chính Doanh nghiệp)
- Festival Tài chính Công (Khoa Tài chính Công)
- Festival Bảo Ngân Khám phá (Khoa Ngân hàng Bảo Hiểm)
- Festival Thuế, Festival Hải quan, Tacus Talent Show (Khoa Thuế Hải Quan)
- Festival 08 (Khoa Tài chính Quốc tế)
- Festival Ngoại ngữ, Star hunt 2014 (Khoa Ngoại ngữ)
- Cuộc thi Vua Marketing (Khoa QTKD)
- Cuộc thi Khởi Nghiệp Trẻ (BSC - CLB Kỹ năng kinh doanh - Khoa TCDN)
- Cuộc thi All Around The World, Hội Nghị Mô phỏng Liên Hợp Quốc - AOF Model United Nations (CLB Tiếng Anh)
- Festival Chuyển đổi số (Khoa Hệ thống thông tin kinh tế)